# Масбах
Масбах (нім. Maßbach) — громада в Німеччині, розташована в землі Баварія. Підпорядковується адміністративному округу Нижня Франконія. Входить до складу району Бад-Кіссінген. Центр об'єднання громад Масбах.
Площа — 59,31 км2. Населення становить 4298 ос. (станом на 31 грудня 2020).

## Географії

### Сусідні міста та громади
Масбах межує з 4 містами / громадами:
- Мюннерштадт
- Тундорф
- Юхтельгаузен
- Раннунген